# Casa Granés
La Casa Granés és un edifici civil del municipi de Palafrugell (Baix Empordà), que va estar dedicat a la venda i fabricació de teixits de punt durant nou generacions i construït el 1895. Està inclosa en l'Inventari del Patrimoni Arquitectònic de Catalunya.

## Descripció

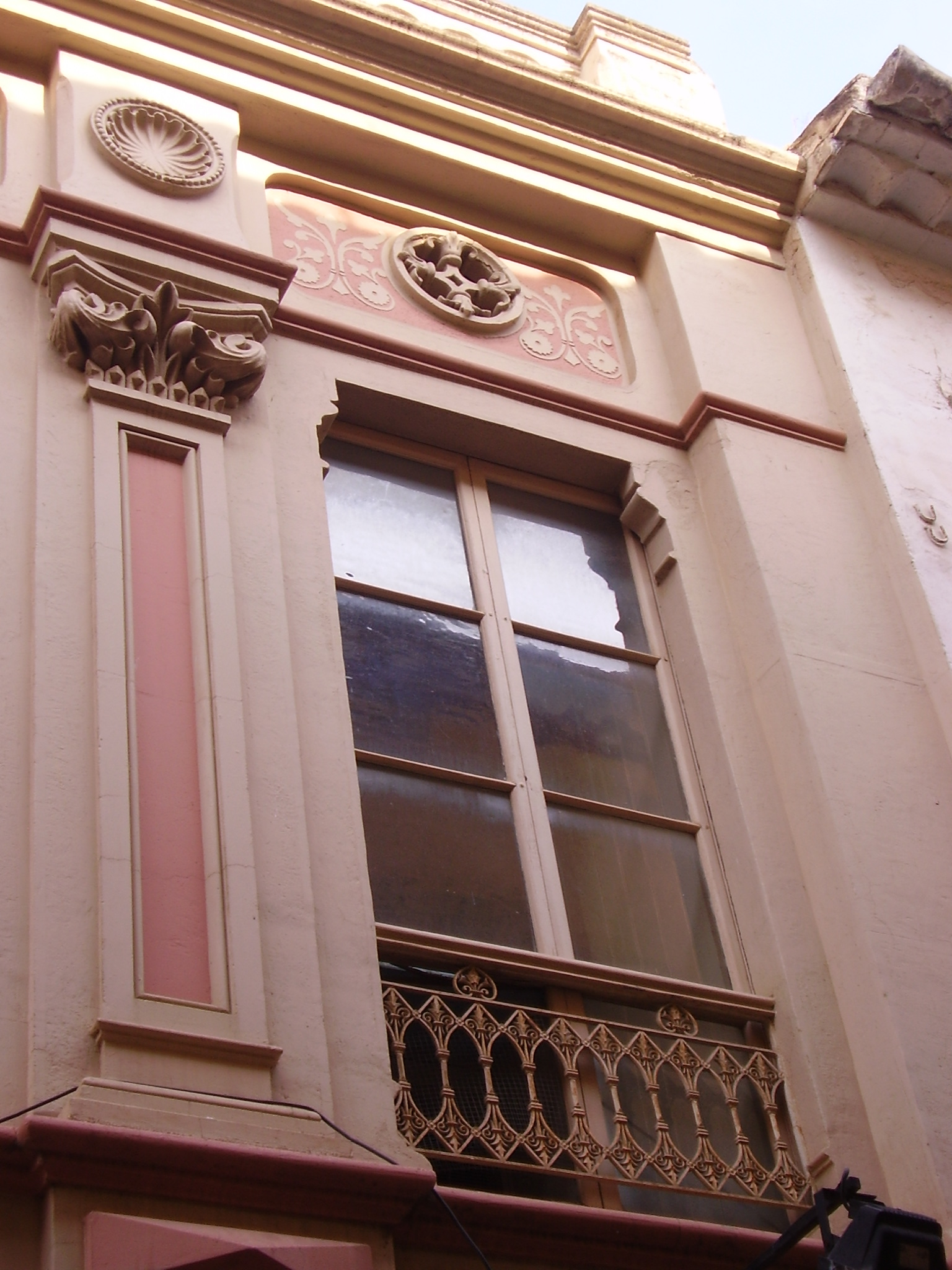
Detall de la finestra

Magatzem o botiga de planta quelcom irregular configurada pel traçat urbà de l'embocadura del Raval Inferior amb el Carrer de la Font. És remarcable l'esquema compositiu, a dos ordres, de la llarga façana, amb preponderància dels buits sobre les plens a la part baixa degut a l'existència d'un seguit de grans aparadors, la porta que s'obren entre pilastres senzillament ornades. La meitat superior del mur és, en canvi, totalment opac, amb pilars en forma de falses columnes i capitell d'orde corinti. El conjunt és coronat per un cornisament ornamental molt emfatitzat, amb fris de petits òculs calats i relleus de tema vegetal. L'enlluït de la façana ha conservat, força esborrat, l'acolorí original a base de tons blavosos i ocre-vermellós. El planteig d'espai interior únic s'ha mantingut; hi destaca un corredor eleva, a manera de balconada interna, correguda.
L'edifici s'integra plenament, per la seva volumetria i estructura, al seu àmbit urbà.

## Història
Els magatzems de roba "Casa Granés" (popularment Can Granés) són una de les botigues més antigues de Palafrugell i, àdhuc, de tota la comarca, ja que el negoci familiar és d'origen força anterior a la construcció de l'edifici descrit i s'ha mantingut fins a l'actualitat. El primer Granés sastre data de mitjan s.XVII. A finals del s.XIX la botiga es trasllada des del carrer de la Font, on es trobava des del 1640, fins al carrer Raval Inferior, 12.
El projecte del nou edifici (alçats, però no planta) que es conserva a l'Arxiu Municipal de Palafrugell datat el 20 d'abril del 1895, és signat per l'arquitecte General Guitart i gràcies a aquest document sabem que n'és l'autor. També hi firmen "el director" (constructor) Joan Solivera i el propietari Josep Granés Vicenç. Hi consta que s'aprovà en sessió municipal del 26 del mateix mes i any, signat l'alcalde Lluís Morató.
L'edifici ha sofert poques alteracions importants; la més destacable és l'obertura de dues finestres al registre superior de la façana.
Als anys 20 del s.XX posen en marxa la fabricació de teixits de punt. El 1960 s'inaugura una nova botiga a la Plaça Nova, dedicada a la venda d'articles de confecció per a senyora. I l'any 1963 s'inaugura una altra botiga, Marroquineria Alsius, dedicada a la venda d'articles de pell, bosses, etc. A la mort de Francesc Alsius Granés, l'últim membre de la saga Granés dedicat al negoci del teixit, el 1977, la família deixa el negoci i durant 18 anys la Casa Granés serà regentada per uns llogaters que en mantindran el nom. L'any 2000 tanca la botiga i el local comercial es dedicarà a un altre tipus de negoci. L'edifici i la botiga estan catalogats en el Pla Especial de Protecció i Intervenció en el Patrimoni Històric de Palafrugell.
La documentació va ser conservada per la família fins al seu ingrés a l'Arxiu Municipal de Palafrugell.